# Anton Pieck
Anton Franciscus Pieck, né le 19 avril 1895 à Den Helder et mort le 24 novembre 1987 à Overveen est artiste peintre, illustrateur néerlandais.

## Biographie
Né dans une famille modeste à Den Helder du nord de la Hollande, Anton a un frère jumeau (Henri Christiaan Pieck). Ils manifestent tous deux, très vite un intérêt pour le monde artistique. À l'âge de 11 ans, Anton est récompensé d'un prix pour une aquarelle d'une nature morte.
Élève à l'école d'art plastique Bik en Vaandrager institute de La Haye de 1912 à 1920, il devient enseignant de 1920 à 1960 au Kennemer Lyceum d'Overveen.
Son style romantique est inspiré de mondes fantastiques et de l'univers des contes merveilleux. Il illustre de nombreuses cartes et calendriers.
Dès 1952, l'artiste dessine pour le parc d'attractions Efteling des éléments d'agencement, de décoration et d'architecture, comme de nombreuses scènes du bois des contes. En 1995, à titre posthume, il est inscrit au mur de la renommée par l'International Association of Amusement Parks and Attractions.

## Son musée
En 1984, le musée Anton Pieck est ouvert à Hattem. Il est appelé "Huis voor Anton Pieck" (littéralement, "La maison pour Anton Pieck").
Un buste de bronze représentant l'artiste (réalisé par Kees Verkade) a été installé le 16 juin 1983 dans la ville d'Overveen.